# Mladen Iveković
Mladen Iveković (Zágráb, 1903. április 1. – Zágráb, 1970. december 18.) horvát kommunista politikus, diplomata és publicista.

## Élete és pályafutása
Zágrábban született 1903. április 1-jén. Gimnáziumba Zágrábban, Bródon és Varasdon járt, ahol 1922-ben tette le érettségi vizsgát. Tanulmányait a Zágrábi Egyetem Jogi Karán folytatta, ahol 1928-ban doktorált, majd 1924–25-ben és 1928–29-ben Párizsban, az École des hautes etudes socialesben tanult. 1930–41-ben a zágrábi iparos kamara titkári posztját töltötte be. 1934-ben belépett a Jugoszláv Kommunista Pártba (KPJ), ebben az évben a „Pregled” című jogi lap egyik elindítója, majd a „Naše Kalendar” az „Odjeka”, a „Novoga list” és a „Naše novina” folyóiratok szerkesztőbizottsági tagja volt. Emellett részt vett a spanyolországi önkéntesek szervezésében is.
1935-től az Egyesült Munkáspárt szervező bizottságának (GIO) tagja (1938 májusától a Munkáspárt), majd 1939-től a Horvátországi Munkáspárt szervező bizottságának titkára, baloldali filozófiai és irodalmi viták résztvevője. Kommunista tevékenysége miatt 1936-ban az Államvédelmi Törvényszék, 1938-ban pedig a Zágrábi Kerületi Bíróság elé állították, majd 1939-ben őrizetbe is vették. Ettől az évtől 1941-ig az Agitprop Központi Bizottság tagja volt. A Horvát Kommunista Pártban (KPH) ő volt fő felelős a „Vjesnik” folyóirat elődjének, az illegális „Politički vjesnik”nek (1943–45-ben szerkesztője) az elindításáért és főszerkesztőként 1940-ben történő kiadásáért. 1941 márciusában egy kommunista értelmiségi csoporttal együtt letartóztatták, majd miután megszökött, illegalitásba vonult. 1942 januárjában őrizetbe vették, majd a jasenovaci koncentrációs táborba zárták, de szeptemberben Andrija Hebranggal és másokkal, fogolycserével szabadult.
Az Antifasiszta Tanács Jugoszlávia Felszabadításáért (AVNOJ) első ülésén Bihácsban, 1942 novemberében beválasztották a vezetőségbe, amelyben 1943 decemberéig a szociálpolitikát vezette. 1943 őszén a KPH Szlavónia Központi Bizottsága Agitprop Bizottságát vezette, ettől az évtől a Horvátország Nemzeti Felszabadításának Antifasiszta Tanácsa (ZAVNOH) tanácsosa, ahol a propagandaosztály vezetője, az elnökség mellett működő Törvényhozó Bizottság tagja, a Kereskedelmi, Kézműves és Ipari Bizottság helyettes biztosa és a tanács döntőbíróságának tagja volt. 1945-46-ban a horvát kormány ipari és bányászati minisztere volt. A háború után több brosúrát adott ki és ő írta a „Sabor u Topusko” című könyv bevezetőjét. Háborús naplót is írt, melynek a neretvai és sutjeskai csatákról, valamint Ivan Goran Kovačić és Vladimir Nazor sorsáról szóló része „Nepokorena zemlja” címmel jelent meg.
A háború után a belgrádi alkotmányozó nemzetgyűlés tagja, 1963-ig pedig Zágráb képviselője volt a Szövetségi Nemzetgyűlésben. Emellett 1946-47-ben a jugoszláv kormány állandó képviselője volt a Brüsszeli Szövetségközi Jóvátételi Ügynökségnél, valamint a jugoszláv küldöttség tagja volt 1946-ban Londonban és 1947-ben Moszkvában a Külügyminiszterek Konferenciáján. 1947- és 1952 között Jugoszlávia nagykövete volt Rómában és 1952-1956 között Bonnban. 1956 és 1958 között a Külügyi Államtitkárság helyettes államtitkára (Jugoszlávia küldöttségének vezetője az ENSZ 1956-os New York-i ülésén), 1958–1963 között a TANJUG jugoszláv hírügynökség igazgatótanácsának tagja és elnöke, 1958-tól 1963-as nyugdíjazásáig pedig a Szövetségi Nemzetgyűlés Szövetségi Tanácsának elnöke. 1959-ben beválasztották a Horvát Kommunista Szövetség (SKH) Központi Bizottságába. 1960-ban Japánba és Kambodzsába, 1961-ben Olaszországba, 1962-ben Brazíliába és 1969-ben Ciprusba vezetett jugoszláv parlamenti delegációkat. 1963-tól Zágrábban élt, ahol 1965-66-ban oktató volt az egyetemen, a politikatudományi karon. Élete vége felé tagja volt a Szövetség Tanácsának, tagja volt a Horvátország Dolgozó Népének Szocialista Szövetsége (SSRNH) Konferenciája elnökségének és elnöke a nemzetközi társadalompolitikai együttműködéssel foglalkozó bizottságának. Újságokban, folyóiratokban jelentek meg társadalmi, kulturális és politikai témájú cikkei és tanulmányai.

## Művei
A marxizmus, irodalomkritika és nemzetközi politika témakörében megjelent számos vitairat és cikk mellett könyveket is publikált:
- "Nepokorena zemlja: zapisi iz IV. i V. neprijateljske ofenzive protiv narodno-oslobodilačke vojske i partizanskih odreda Jugoslavije", Nakladni zavod Hrvatske, Zagreb, 1945.

- "Hrvatska lijeva inteligencija: 1918. – 1945.", Naprijed, Zagreb, 1970.